# Cynethryth

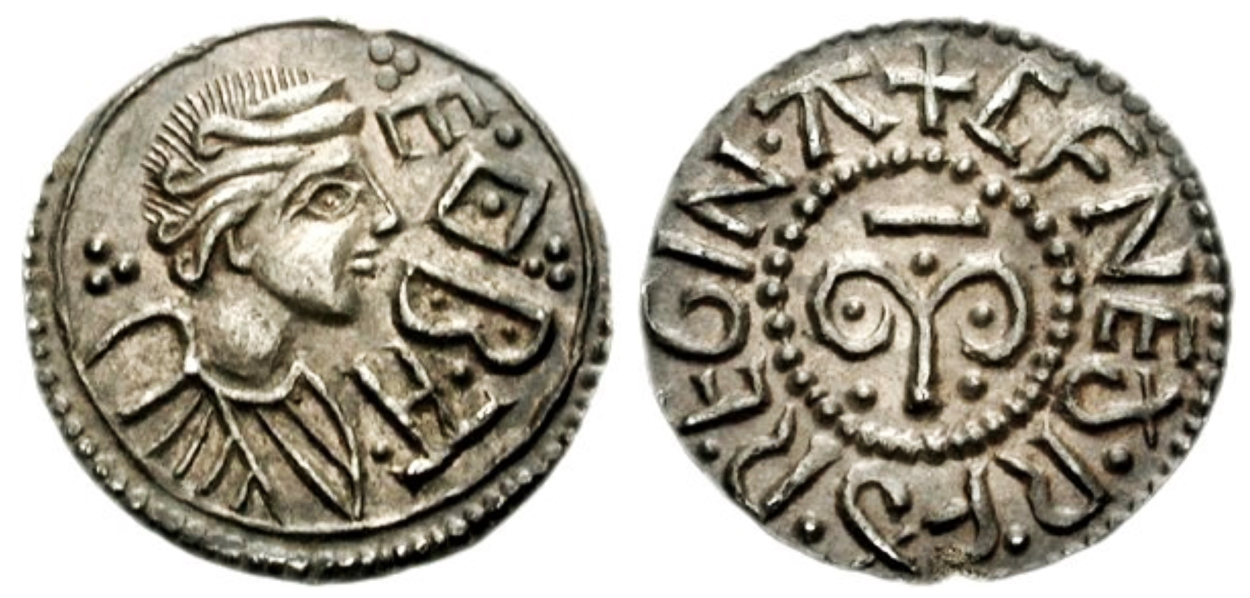
Penique de Cynethryth, esposa del rey Offa (1.29 g).

Cynethryth (Cyneðryð; fallecida después del 798) fue una reina de Mercia, esposa del rey Offa de Mercia y madre del rey Ecfrido de Mercia y de la reina consorte Eadburh. Cynethryth es la única reina consorte anglosajona en cuyo nombre se emitió una moneda.

## Biografía

### Orígenes
No se sabe nada seguro sobre los orígenes de Cynethryth. Su nombre recuerda a la esposa y las hijas del rey Penda de Mercia (Cynewise, Cyneburh y Cyneswith), lo que puede indicar que era descendiente de Penda.
Una tradición relatada por la Vitae duorum Offarum del siglo XIII cuenta que era de origen franco y que por sus crímenes fue condenada por el sistema de justicia de Carlomagno a ser arrojada a la deriva en el mar en un bote, que finalmente quedó varado en la costa de Gales, donde fue llevada ante Offa. Alegó que había sido cruelmente perseguida y que pertenecía a la casa real carolingia. Offa dejó a Drida, como fue así llamada, a cargo de Marcellina, su madre. Offa terminó por enamorarse y se casaría con ella, momento en el que adoptó el nombre de Quindrida. Se desconoce su camino posterior antes de ser asesinada por ladrones. Esto parece estar relacionado con una breve mención de la pecadora pero reformada esposa de Offa, Thritha, que aparece en Beowulf, pero también tiene aspectos similares a una historia contada sobre la esposa de Offa de Angeln, una niña de Yorkshire a la que su padre dejó a la deriva.
A diferencia de las relaciones del predecesor de Offa, Ethelbaldo, que había sido condenada por la iglesia, el matrimonio de Offa y Cynethryth fue completamente convencional y recibió la aprobación de la jerarquía eclesiástica. En una carta a Cynethryth y al hijo de Offa, Ecgfrith, Alcuino de York le aconseja que siga el ejemplo de sus padres, incluida la piedad de su madre. En otra parte, Alcuino se refiere a Cynethryth como 'controladora de la casa real'.

### Reina de los mercianos

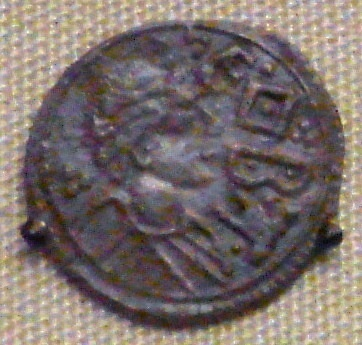
Moneda de Cinethryth, esposa de Offa.

Se desconoce la fecha del matrimonio de Offa con Cynethryth, pero no fue hasta después del nacimiento de Ecfrido que Cynethryth comenzó a tener referencias en cartas. Primero en una carta fechada en 770, junto con Ecfrido y Ælfflæd. Para el 780 ella es la Cyneðryð Dei gratia regina Merciorum ('Cynethryth, por la gracia de Dios, Reina de Mercia').
Se ha sugerido que la acuñación de Cynethryth fue emulando a la emperatriz bizantina Irene, que gobernó durante este tiempo a través de su hijo Constantino VI. Las imágenes empleadas, sin embargo, no siguen las de las acuñaciones de Irene, sino las utilizadas en las monedas de las emperatrices romanas tardías, como la imagen utilizada en las monedas de Offa lo muestra como un emperador romano tardío. Se ha sugerido que las monedas fueron acuñadas para donaciones de Cynethryth a la Iglesia, pero su similitud con las emisiones generales sugiere lo contrario. Esta acuñación es única en la Inglaterra anglosajona y, de hecho, en Europa occidental en este período.
Cynethryth está asociada con su esposo en diferentes cartas de concesiones y probablemente fue patrocinadora de la abadía de Chertsey. El papa Adriano I, cuando elevó a Hygeberht del obispado de Lichfield al arzobispado, escribió a Offa y a Cynethryth conjuntamente.

### Acusaciones sobre la muerte de san Ethelberto de Estanglia
Probablemente Ethelberto II, rey de Anglia Oriental (fallecido el 20 de mayo de 794), que luego fue canonizado como san Ethelberto el Rey, fue asesinado por orden de Offa.
Algunos cronistas posteriores, como Roger de Wendover, han alegado que Cynethryth fue personalmente responsable del asesinato de Ethelberto o que incitó a Offa a matarlo.

### Entrada en una orden religiosa
Después de la muerte de Offa en 796, Cynethryth ingresó en una orden religiosa. Se convirtió en abadesa de la abadía de Cookham  y también estuvo a cargo de la iglesia de Bedford, donde fue enterrado Offa. Ella puede estar enterrada en Cookham, y la investigación arqueológica en curso en el sitio por parte de la Universidad de Reading está estudiando esta posibilidad.
Cynethryth todavía vivía en 798, cuando una disputa sobre las tierras de la iglesia con Æthelhard, arzobispo de Canterbury, se resolvió en el sínodo de Clofesho, en un lugar incierto.

## Familia

Árbol genealógico de Cynethryth.

El rey Offa tuvo al menos cinco hijos, un hijo y cuatro hijas, y se cree que todos también eran de Cynethryth:
- Ecfrido (fallecido en 796) - rey de Mercia; murió después de un reinado de sólo 141 días.
- Eadburh - reina de Wessex, esposa de Beorhtric de Wessex.
- Ælfflæd  - reina de Northumbria, esposa de Ethelred de Northumbria.
- Æthelburh - abadesa.
- Æthelswith - posiblemente Alfreda de Crowland.

## Recientes descubrimientos
En agosto de 2021, los arqueólogos encabezados por Gabor Thomas de la universidad de Reading anunciaron el descubrimiento de un monasterio que data del reinado de la reina Cynethryth en los terrenos de la Iglesia de la Santísima Trinidad en el pueblo de Cookham en Berkshire. Según Gabor Thomas, los hallazgos, que incluyen restos de comida, recipientes de cerámica utilizados para cocinar y comer, un fino brazalete de bronce y un alfiler ayudarán a crear una idea detallada de cómo los monjes y monjas comían, vestían, trabajaban y vivían aquí.